# جوليا تشايلد
جوليا تشايلد (بالإنجليزية: Julia Child)‏؛ (15 أغسطس 1912 - 13 أغسطس 2004)، طاهية و مؤلّفة، وشخصية تلفزيونية أمريكية.

## عن حياتها
عرفت من خلال إدخالها للطعام الفرنسي للعامة الأمريكين، متقنة لفنون الطبخ الفرنسي، تابعة لبرامج تلفزيونية أبرزها ( من هو الطبّاخ «الطاهي» الفرنسي : ( which was The French Chef ) الذي عرض لأول مره سنة 1963
في سنة 1996 جوليا تشايلد كانت في المرتبة 46 في دليل شاشة التلفزيون لأعظم نجوم التلفاز في كل وقت 

### طفولتها وتعليمها
ولدت في باسادينا ، كاليفورنيا .. ابنة جون ماك ويليامز الابن ، متخرج في جامعة برينستون و مدير أراضٍ شهير ، و زوجته جوليا كارولين ( كارو ) ويستون ، وريثة شركة الورق التي كانت لوالدها بايرون كورتيس ويستون الذي شغل منصب نائب حاكم ولاية ماساشوستس ..
جوليا هي الكبرى من بين ثلاثة أطفال ، لديها أخ هو جون الثالث، ولد سنة 1914 و توفي سنة 2002، و أخت هي دورثي دين، ولدت سنة 1917 و توفيت سنة 2006 
التحقت تشايلد بمدرسة ويستريدج ثم مدرسة البوليتكنيك من الصف الرابع إلى الصف التاسع ، ثم مدرسة برانسون كاثرين في روس ، كاليفورنيا ..
تخرجت من كلية سميث سنة 1934 بتخصص الإنجليزية .. و بعد تخرجها في الكلية انتقلت إلى مدينة نيويورك حيث عملت كاتبةً لقسم الإعلان في شركة دبليو & جي سلون .
عادت إلى كاليفورنيا في سنة 1937 و أمضت أربع سنوات في كتابة المنشورات المحلية، والعمل في مجال الإعلان، ومتطوعة في اتحاد الصغار في جامعة باسادينا  ..

## روابط خارجية
- جوليا تشايلد على موقع IMDb (الإنجليزية)
- جوليا تشايلد على موقع الموسوعة البريطانية (الإنجليزية)
- جوليا تشايلد على موقع إن إن دي بي (الإنجليزية)